# Scudda Hoo! Scudda Hay!
Scudda Hoo! Scudda Hay! (conocida en España y Argentina como Tormentas de odio) es una película de comedia dramática romántica estadounidense de 1948 escrita y dirigida por F. Hugh Herbert , basada en la novela homónima de George Agnew Chamberlain. 
Estrenada por 20th Century Fox , la película está protagonizada por June Haver , Lon McCallister y Walter Brennan. Marilyn Monroe tiene un pequeño papel y una joven Natalie Wood también aparece en la película.

## Sinopsis
El padre de "Snug" Dominy (Lon McCallister) ha vuelto a casarse con una mujer llamada Judith (Anne Revere) y ahora el muchacho vive amargado porque a ella la odia y con su hijo "Stretch" -mayor que él-, no ha conseguido llevarse ni un solo momento. Cuando su padre se marcha con ganas de tener nuevas aventuras en el mar, la suerte sonríe a "Snug" al proporcionarle la ocasión de hacerse con dos mulas que va a domar y a preparar para el trabajo, con la gran ayuda de su veterano amigo Tony (Walter Brennan)... y de paso, el amor también tendrá su lugar cuando esté más cerca de la linda Rad McGill (June Haver).

## Reparto
- June Haver como Rad McGill
- Lon McCallister como Daniel "Snug" Dominy
- Walter Brennan como Tony Maule
- Anne Revere como Judith Dominy
- Robert Karnes como Stretch Dominy
- Henry Hull como Milt Dominy
- Tom Tully como Robert McGill
- Natalie Wood como Eufraznee "Bean" McGill
- G. Pat Collins como Mike Malone (no acreditado)
- Marilyn Monroe como Betty (no acreditada)
- Colleen Townsend como chica en la iglesia (no acreditada)

## En la cultura popular
En una escena de la película de 1989 Driving Miss Daisy , la marquesina del cine de la ciudad indica Scudda Hoo! Scudda Hay! está sonando cuando Hoke lleva a la señorita Daisy a la tienda de comestibles Piggly Wiggly.